# E-Skills
e-Skills bezeichnen Kompetenzen, die Personen und/oder Unternehmen benötigen, um innerhalb einer globalen Informationswirtschaft wettbewerbsfähig zu sein.
Der Begriff fand durch die Initiative der EU-Kommission weite Verbreitung, die einem drohenden Mangel an Fachkräften im IT-Bereich begegnen und im Rahmen der Lissabon-Strategie Europa zu einer Wissensgesellschaft umgestalten will. 
Der Begriff findet sich auch im Kontext von Diskussionen und Statements zur Medienkompetenz. In Österreich wurde dazu 2005 bereits ein prozessorientiertes Modell veröffentlicht. Zentraler Aspekt dabei ist, dass der Begriff e-Skills nicht als Synonym zu it-Skills verwendet werden soll. 
Eine eigene Initiative von Unternehmen der Informatik- und Kommunikationstechnologie stellt das e-Skills Industry Leadership Board dar.
Das European e-Competence Framework stellt für Interessenten sowie die in den entsprechenden Branchen arbeitenden Unternehmen in Europa einen Bezugsrahmen für 32 Kompetenzen zur Verfügung, der von einem CEN/ISSS Workshop on ICT-Skills ausgearbeitet worden ist.